# Qoşabulaq (Gədəbəy)
Qoşabulaq è un comune dell'Azerbaigian situato nel distretto di Gədəbəy. Conta una popolazione di 2 224 abitanti.